# Guadalupe de Cárdenas
Guadalupe de Cárdenas är en ort i Mexiko.   Den ligger i kommunen Santiago Huajolotitlán och delstaten Oaxaca, i den sydöstra delen av landet, 240 km sydost om huvudstaden Mexico City. Guadalupe de Cárdenas ligger 1 793 meter över havet och antalet invånare är 339.
Terrängen runt Guadalupe de Cárdenas är kuperad, och sluttar västerut. Runt Guadalupe de Cárdenas är det glesbefolkat, med 15 invånare per kvadratkilometer. Närmaste större samhälle är Ciudad de Huajuapan de León, 8,0 km väster om Guadalupe de Cárdenas. I omgivningarna runt Guadalupe de Cárdenas växer huvudsakligen savannskog.